# Меридор, Франсуаза де
Франсуаза де Меридор (фр. Françoise de Maridor; 1558 — 29 сентября 1620) — французская дворянка, супруга Шарля де Шамба. Стала прототипом Дианы де Меридор, героини романов Александра Дюма-отца «Графиня де Монсоро» и «Сорок пять», пьесы «Графиня де Монсоро». Её историю Дюма использовал в пьесе «Двор Генриха III».

## Биография
Франсуаза была старшей дочерью гугенотского дворянина Оливье де Меридора, сеньора Во-ан-Белена и его супруги Анны Гойон де Матиньон.
В 1574 году Франсуаза была выдана замуж за дворянина-католика Жана де Коэсмэса, который вскоре после свадьбы был убит гугенотами при осаде Лузиньяна. Овдовев, она вернулась к родителям, где вскоре за ней начали ухаживать Шарль де Ларошфуко и Жан де Бомануар. В результате между молодыми дворянами возникла дуэль, в результате которой Ларошфуко был убит, а Бомануар бежал в Гасконь.
В 1575 году она познакомилась с Жаном де Шамбом, графом де Монсоро, который стал за ней ухаживать, но вскоре умер по неизвестной причине. 10 января 1576 года Франсуаза во второй раз вышла замуж за младшего брата умершего жениха Шарля, унаследовавшего титулы брата; у супругов было 6 детей (2 сына и 4 дочери):
- Рене де Шамб[фр.] (ок. 1585—1649) — 3-й граф Монсоро (1620—1649);
- Маргарита де Шамб (ок. 1590—1634);
- Шарль де Шамб (1594—1640);
- Франсуаза де Шамб;
- Франсуаза де Шамб;
- Сюзанна де Шамб (1600—1625);

Благодаря высокому положению мужа при дворе, Франсуаза стала фрейлиной при дворе королевы-матери Екатерины Медичи. В том же году на одном из приёмов в Анжере её заметил Луи де Клермон де Бюсси и ухаживал за ней в течение некоторого времени, о чём упоминал в одном из писем. Письмо поочередно попадало к врагам Бюсси Франсуа Анжуйскому и королю Генриху III, который отдал письмо её мужу. После возвращения мужа, Франсуаза по принуждению мужа пишет Бюсси любовную записку и назначает ему свидание, на котором 19 августа 1579 года на Бюсси нападают вооружённые люди графа, четверых из которых Бюсси убивает, но граф Монсоро убивает его, нанеся ему удар кинжалом из-за угла.
Убийство Бюсси никак не отразилось на дальнейшей жизни супругов, проживших в браке после этого более 40 лет. Франсуаза скончалась 29 сентября 1620 года в замке Монсоро в возрасте 62 лет, за год до смерти мужа.

## В литературе
Франсуаза де Меридор стала персонажем пьесы английского драматурга Джорджа Чапмена «Бюсси д’Амбуаз» (примерно 1604). Александр Дюма-отец использовал её историю в своей ранней пьесе «Двор Генриха III» (1829), где графиня стала отчасти прототипом Екатерины Клевской. Позже Дюма сделал героиней своих романов «Графиня де Монсоро» и «Сорок пять» и пьесы «Графиня де Монсоро» Диану де Меридор. В «Графине де Монсоро» она выходит замуж за графа Монсоро, чтобы не стать любовницей, влюблённого в неё принца Франсуа Анжуйского, а затем влюбляется в Бюсси. Узнав от принца Франсуа об отношениях с Бюсси, граф Монсоро устраивает на него нападение вместе с отрядом наёмников, но многие из них, в том числе и Монсоро, погибают от рук Бюсси, но когда Бюсси, спасаясь от новых преследователей, прыгает в окно, он застревает на острых заграждениях на улице. где его тяжело раненого убивает Орильи, по приказу принца Франсуа.
В «Сорока пяти» Диана мечтает отомстить главным убийцам Бюсси, принцу Франсуа и Орильи. Отправляясь во Фландрию вместе с лекарем Реми, она скрывает лицо под маской. Герцог Анжуйский, подглядывая за ней, так и не узнает её в отличие от Орильи во время путешествия по лесу, из-за чего в лесу его убивает Реми. После возвращения она отправляется на свидание с Франсуа и отравляет его с помощью персика, розы и факела с ядовитым фитилём. Франсуа вскоре умирает, а Диана, добившись мести, уходит в монастырь.

## В кинематографе
В нескольких экранизациях романа роль Дианы исполняли молодые актрисы:
- Графиня де Монсоро (1913, Франция)[фр.] — Мари-Луиза Дерваль
- Графиня де Монсоро (1923, Франция)[фр.] — Жевеньева Феликс[фр.]
- «Графиня де Монсоро» (1971, Франция) — Карин Петерсен
- «Графиня де Монсоро» (1997, Россия) — Габриэлла Мариани
- Графиня де Монсоро (2008, Франция)[фр.] — Эстер Нубиола